# Maktum III bin Rashid Al Maktum
El xeic Maktum bin Rashid Al Maktum (àrab: كتوم بن راشد آل مكتوم, Maktūm ibn Rāxid Āl Maktūm) (Al-Shindaga, Dubai, 15 d'agost de 1943 – Gold Coast, 4 de gener de 2006) fou emir de Dubai i primer ministre i vicepresident dels Emirats Àrabs Units.

## Orígens familiars
Fill de Rashid II bin Saeed Al Maktum, va néixer a Al-Shindagha, a la mateixa ciutat de Dubai; el 9 de desembre de 1971 fou promogut a primer ministre dels Emirats Àrabs Units, fins que el 25 d'abril de 1979 va deixar el lloc al seu pare.
A la mort del seu pare el va succeir com a emir de Dubai i primer ministre i vicepresident dels emirats (7 d'octubre de 1990) càrrec que va ostentar fins a la seva mort, tot i que havia delegat algunes funciones en el seu germà i príncep hereu Muhammad bin Rashid Al Maktum exercia quasi totes les funcions. Fou també president interí dels Emirats el 2 i 3 de novembre de 2004 al morir el xeic Zayed bin Sultan Al Nahayan, fins a la proclamació formal de Khalifa bin Zayed Al Nahayan el dia 4 de novembre de 2004.
Va morir a Austràlia, a l'hotel Palazzo Versace a la Gold Coast de Queensland, Austràlia, d'un atac de cor.